# Merka
Merka (somalische Bezeichnung Marka, auch Merca oder Marca geschrieben) ist eine Hafenstadt im Süden Somalias am Indischen Ozean, etwa 70 Kilometer südlich von Mogadischu. Merka ist die Hauptstadt der Region Shabeellaha Hoose (Unter-Shabeelle) und hatte im Jahr 2014 etwa 499.000 Einwohner.
Seit je leben in Merka Somali von verschiedenen Clans sowie Benadiri – die von arabisch-persischer Abstammung sind – relativ friedlich zusammen. Teile der Stadt sind von arabischer Architektur geprägt. Die Stadt wird häufig auch Marka cadey, das „weiße Merka“ genannt; dieser Zusatz bezieht sich am ehesten auf die weißen Gebäude aus Kalkstein, könnte aber auch mit der Hautfarbe der Benadiri zu tun haben, welche heller als diejenige der Somali ist.

## Geschichte

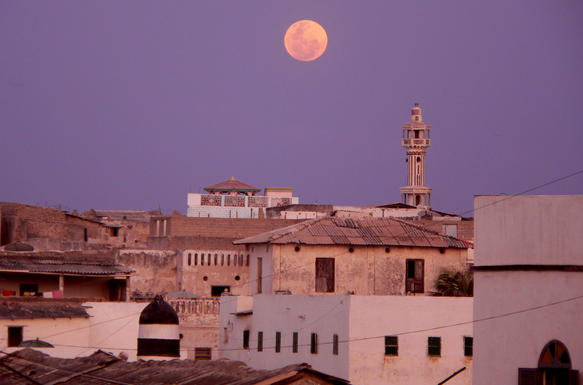
Mond und Minarett in Merka

Mündliche Überlieferungen weisen darauf hin, dass Araber und Perser die Stadt gründeten, womöglich bereits im 7. Jahrhundert unter dem Umayyaden-Kalifen Abd al-Malik ibn Marwan. Eine erste schriftliche Erwähnung der Stadt findet sich im 12. Jahrhundert bei dem arabischen Geographen al-Idrisi (der daneben auch die Städte Mogadischu und Baraawe erwähnt). Weiter wird sie von al-Hamawi und ibn Said al-Maghribi genannt.
Ab dem 13. Jahrhundert fielen wiederholt Somali-Gruppen wie die Digil und Jiidu in Merka ein. Merka wurde von einer von Arabern bewohnten und geprägten Stadt zu einer mehrheitlich von Somali bewohnten. Seit dem 16. Jahrhundert dominierten die Biyomaal, ein Unterclan der Dir, das Gebiet.
Ende des 17. Jahrhunderts wehrte Merka die Ajuran ab. Auch konnte es mehrere Eroberungsversuche des Geledi-Sultanats von Afgooye verhindern. 1826 unterstellte sich die Stadt unter die Oberherrschaft des Sultanats Oman bzw. ab 1856 des Sultanats Sansibar. 1860 wurde eine Gouverneursresidenz des Sultanats Sansibar errichtet. 1893 und 1897 wurden zwei Italiener ermordet, und die Biyomaal leisteten von 1900 bis 1908 gegen die italienische Kolonisierung Widerstand.
Von der Kolonialzeit bis zur Zeit Siad Barres war Merka Ferien- und Badeort für Gäste aus dem nahegelegenen Mogadischu.
1977 trat in Merka der letzte natürliche Pockenfall auf, bevor diese Krankheit weltweit ausgerottet wurde. Ein Spitalkoch hatte sich infiziert, woraufhin die Impfung von Zehntausenden eingeleitet und damit eine Epidemie verhindert wurde.
Merka war auch vom somalischen Bürgerkrieg betroffen, in dessen Folge Binnenflüchtlinge aus dem schwer umkämpften Mogadischu, aus Baidoa und anderen Landesteilen in die Stadt kamen. 1995 eroberte der Clan der Habar-Gedir-Hawiye unter Mohammed Farah Aidid Merka von den bislang dominierenden Biyomaal. 1995/1996 kämpften die Kriegsherren Aidid und Osman Ali Atto im sogenannten „Bananenkrieg“ um die Stadt, da der lukrative Export der im Hinterland um Janaale angebauten Bananen hauptsächlich über Merka stattfand. Im weiteren Verlauf des Bürgerkrieges wurden die Ayr, ein Unterclan der Habar-Gedir-Hawiye, zum dominierenden Clan in der Stadt. Insgesamt gab es in Merka selbst jedoch verhältnismäßig wenig Kampfhandlungen, sodass die meisten Gebäude erhalten sind. Seit 2003 besteht eine lokale Verwaltung.
Schätzungen zufolge hatte Merka im Jahr 2005 65.000–100.000 Einwohner.
Bis 2006 nach der Machtübernahme der Union islamischer Gerichte der Hafen von Mogadischu wiedereröffnet wurde, wurde die internationale Nahrungsmittelhilfe für Somalia hauptsächlich über Merka eingeführt.
Im November 2008 übernahmen Anhänger der radikal-islamistischen al-Shabaab kampflos die Kontrolle über die Stadt.